# Heliconius zobrysi
Heliconius zobrysi är en fjärilsart som beskrevs av Hans Fruhstorfer 1910. Heliconius zobrysi ingår i släktet Heliconius och familjen praktfjärilar. Inga underarter finns listade i Catalogue of Life.